# Mark E. Kelly
Mark Edward Kelly, född 21 februari 1964 i Orange i New Jersey, är en amerikansk politiker, affärsman, astronaut och ingenjör uttagen i astronautgrupp 16 den 5 december 1996. Han är ledamot av USA:s senat från Arizona sedan december 2020.
Han är tvillingbror med Scott J. Kelly. Han gifte sig 2007 med kongressledamoten Gabrielle Giffords. Paret träffades på en resa till Kina år 2003 som en del av ett handelsuppdrag.
Den 12 februari 2019 lanserade Kelly sin kampanj för fyllnadsvalet som senator år 2020 i Arizona. Han kandiderade som demokrat och hoppades att ta över senatssätet som hölls av Martha McSally. Han besegrade McSally och tillträdde den 2 december. Kelly blev vald till en hel mandatperiod i mellanårsvalet 2022 efter att ha besegrat republikanen Blake Masters.

## Officer och astronaut
Kelly tog 1986 bachelorexamen från United States Merchant Marine Academy och valde att därefter tjänstgöra som officer i USA:s flotta. Han uttogs till utbildningen för jaktpilot och flög A-6 Intruder. Under Gulfkriget 1991 var hans skvadron (VA-115) baserad ombord på USS Midway (CV-41) och Kelly flög 39 uppdrag i strid. Kelly genomgick från 1993 till 1994 flottans testpilotutbildning vid Naval Air Station Patuxent River. 
1996 valdes både han och tvillingbrodern Scott ut till NASA:s astronautprogram. Som astronaut deltog han i fyra missioner, varav de två första som pilot för rymdfärjan och de två återstående som dess befälhavare. Kelly gick i pension från både flottan och NASA under 2011.

### Rymdfärdsstatistik
| Färd    | Rymdfärja | Datum                 | Tid        | EVA      |
| ------- | --------- | --------------------- | ---------- | -------- |
| STS-108 | Endeavour | 5 - 17 december 2001  | 283:36:45  | 0:00:00  |
| STS-121 | Discovery | 4 - 17 juli 2006      | 306:37:54  | 00:00:00 |
| STS-124 | Discovery | 31 maj - 14 juni 2008 | 330:13:07  | 00:00:00 |
| STS-134 | Endeavour | 16 maj - 1 juni 2011  | 377:38:51  | 00:00:00 |
| Totalt  | Totalt    | Totalt                | 1298:06:37 | 0:00:00  |

## USA:s senat

### Fyllnadsval i Arizona 2020
Den 12 februari 2019 tillkännagav Kelly att han skulle kandidera som demokrat i USA:s senats fyllnadsval i Arizona 2020. Han kandiderade för senatssätet som innehades av en annan stridsveteran, republikanen Martha McSally, som utsågs kort efter att ha förlorat ett senatsval mot demokraten Kyrsten Sinema.
Ett genomsnitt av undersökningar i maj 2020 visade att Kelly ledde McSally med 9 procent.
Eftersom valet var ett fyllnadsval tillträdde Kelly ämbetet under den 116:e kongressen, strax efter att Arizona bekräftade sina valresultat den 30 november, till skillnad från andra senatorer och representanter som valdes 2020, som tillträdde vid öppnandet av den 117:e kongressen den 3 januari 2021. Kelly svors in den 2 december 2020. Hans mandatperiod avslutas 2023, varefter hans plats kommer att ockuperas av vinnaren av 2022-valet, där Kelly kommer kandidera.
Kelly är den fjärde pensionerade astronauten som väljs in i kongressen, efter John Glenn, Harrison Schmitt och Jack Swigert.

### Senatsvalet 2022
Kelly vann omval i senatsvalet i november 2022 och besegrade den republikanska utmanaren Blake Masters.

### Ämbetstid
I kölvattnet av stormningen av Kapitolium 2021 uttryckte Kelly stöd för vicepresident Mike Pence och Trumps kabinett att åberopa det tjugofemte tillägget till USA:s konstitution för att avskeda Trump från sitt ämbete. Han röstade för att döma i Trumps andra riksrättsprocess, tillsammans med 56 andra senatorer.

## Politiska ståndpunkter
Enligt vissa källor kandiderade Kelly som moderat 2020 och uttryckte stöd för partiöverskridande. Sedan han blev senator har Kelly mer tillförlitligt följt den demokratiska partilinjen än hans kollega från Arizona, Kyrsten Sinema. Han stödde en federal minimilöneökning till $15 per timme. Han har kritiserat Joe Bidens inställning till gränssäkerhet. Från och med oktober 2022 har Kelly röstat i linje med Bidens uttalade ståndpunkt 94,5 procent av gångerna.

## Privatliv
Under 1989 gifte sig Kelly med Amelia Victoria Babis. De skilde sig 2004. De har två döttrar.
Den 10 november 2007 gifte sig Kelly med Gabrielle Giffords.

### Skjutning i Tuscon
Kellys maka, Gabrielle Giffords, sköts i ett mordförsök den 8 januari 2011. Den 4 februari beskrev Kelly den föregående månaden som den svåraste tiden i sitt liv; och han uttryckte sin tacksamhet för det enorma utflödet av stöd, lyckönskningar och böner för sin maka.
Kelly mottog beskedet om att hans maka hade blivit skjuten från hennes medhjälpare nästan omedelbart efter skjutningen. Han flög från Houston till Tucson med familjemedlemmar. Under tiden fick Kellys familj en felaktig nyhetsrapport om att Giffords hade dött.